# Taivalkoski
Taivalkoski är en kommun i landskapet Norra Österbotten i Finland. Kommunen har 3 913 invånare och har en yta på 2 650,66 km².
Grannkommuner är Kuusamo, Posio, Pudasjärvi och Suomussalmi.
Taivalkoski är enspråkigt finskt.
Taivalkoski var ändstationen för det 2004 nerlagda banavsnittet Pesiökylä-Taivalkoski.
Författaren Kalle Päätalo är född och uppvuxen i kommunen. 
Filmen En heavy resa (Hevi reissu)  spelades in i Taivalkoski under 2017.

## Tätorter
Vid tätortsavgränsningen den 31 december 2021 fanns endast en tätort inom Taivalkoski kommuns område: Taivalkoski kyrkoby med 1 853 invånare.

## Styre och politik

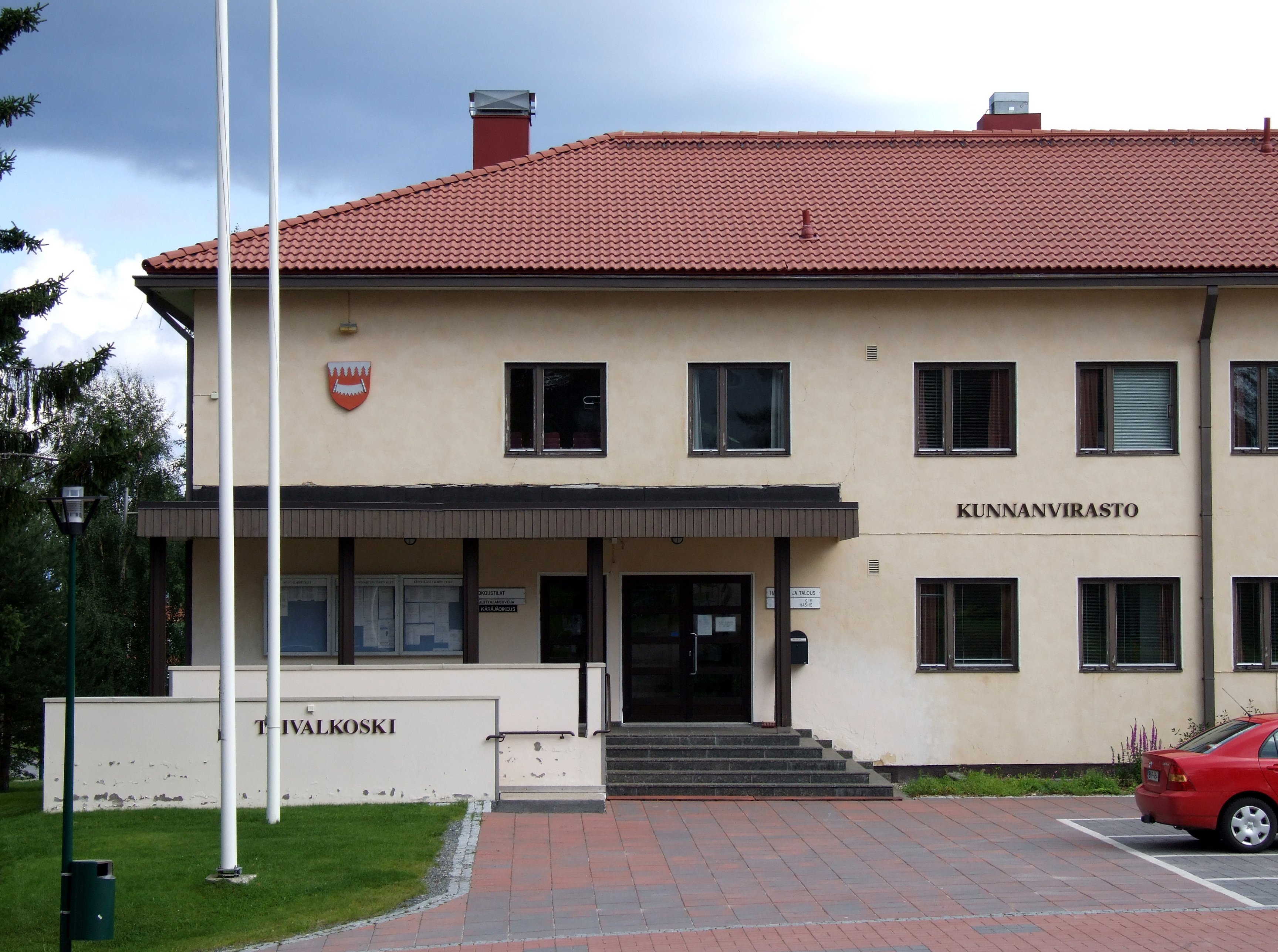
Kommunhuset i Taivalkoski.

### Mandatfördelning i Taivalkoski kommun, valen 1976–2021
| 2 | 5 | 2 | 15 | 3 |

| 2 | 6 | 2 | 14 |  | 2 |

|  | 6 | 2 | 4 | 12 | 2 |

|  | 5 |  | 3 | 15 | 2 |

|  | 6 | 2 | 3 | 14 |  |

| 6 |  | 3 | 15 | 2 |

| 7 | 18 | 2 |

|  | 6 |  | 17 | 2 |

| 18 | 9 |

| 6 | 2 | 17 | 2 |

| 20 | 7 |

|  | 5 | 4 | 16 |  |

| 22 | 5 |

| 1 | 6 | 4 | 1 | 11 |

| 17 | 6 |

| 1 | 6 | 4 | 3 | 9 |

| 16 | 7 |

### Vänorter
Taivalkoski har inga vänorter.

## Befolkning

### Befolkningsutveckling
| Befolkningsutvecklingen i Taivalkoski kommun 1975–2020                                                       | Befolkningsutvecklingen i Taivalkoski kommun 1975–2020 | Befolkningsutvecklingen i Taivalkoski kommun 1975–2020 | Befolkningsutvecklingen i Taivalkoski kommun 1975–2020 | Befolkningsutvecklingen i Taivalkoski kommun 1975–2020 |
| --- | ------------------------------------------------------ | ------------------------------------------------------ | ------------------------------------------------------ | ------------------------------------------------------ |
| |                                                        |                                                        |                                                        |                                                        |
| År |                                                        |                                                        | Folkmängd                                              |                                                        |
| 1975 | 1975                                                   |                                                        | 5 788                                                  |                                                        |
| 1980 | 1980                                                   |                                                        | 5 895                                                  |                                                        |
| 1985 | 1985                                                   |                                                        | 5 741                                                  |                                                        |
| 1990 | 1990                                                   |                                                        | 5 659                                                  |                                                        |
| 1995 | 1995                                                   |                                                        | 5 595                                                  |                                                        |
| 2000 | 2000                                                   |                                                        | 5 127                                                  |                                                        |
| 2005 | 2005                                                   |                                                        | 4 728                                                  |                                                        |
| 2010 | 2010                                                   |                                                        | 4 459                                                  |                                                        |
| 2015 | 2015                                                   |                                                        | 4 199                                                  |                                                        |
| 2020 | 2020                                                   |                                                        | 3 916                                                  |                                                        |
| Anm: Uppgifterna avser förhållandena den 31 december nämnda år enligt områdesindelningen den 1 januari 2022. |                                                        |                                                        |                                                        |                                                        |

### Språk
Befolkningen efter språk (modersmål) den 31 december 2021. Finska, svenska och samiska räknas som inhemska språk då de har officiell status i landet. Resten av språken räknas som främmande. För språk med färre än 10 talare är siffran dold av Statistikcentralen på grund av sekretesskäl.
| Språk                        | Talare 2021-12-31 | Talare 2021-12-31 |
| Språk                        | Antal             | Andel (%)         |
| ---------------------------- | ----------------- | ----------------- |
| Hela befolkningen            | 3 913             | 100,0             |
| Inhemska språk totalt        | 3 832             | 97,9              |
| Finska                       | 3 829             | 97,9              |
| Svenska                      | 3                 | 0,1               |
| Främmande språk totalt       | 81                | 2,1               |
| Ryska                        | 31                | 0,8               |
| Rumänska                     | 12                | 0,3               |
| Språk med färre än 10 talare | 38                | 1,0               |

|  | Finska (97,9 %) |

|  | Svenska (0,1 %) |

|  | Främmande språk (2 %) |

|  | Finska (97,9 %) |

|  | Svenska (0,1 %) |

|  | Främmande språk (2 %) |